# 13062 Podarkes
13062 Podarkes este o planetă minoră (asteroid), cu un diametru de 28,958 km, din Asteroid troian al lui Jupiter. A fost descoperită pe 19 aprilie 1991 la Observatorul Palomar de Carolyn S. Shoemaker. 
Obiectul prezintă o orbită caracterizată de o semiaxă mare de 5,1646773 UAi, o excentricitate de 0,01, o înclinație de 8,22942 ° în raport cu ecliptica.